# Dirty Handz

Dirty Handz (en français : Mains Sales) est une trilogie de vidéo documentaire sur le graffiti parisien. Entièrement réalisées par des writers (graffeurs, tagueurs), elle se focalise sur leurs activités illégales. 

## Dirty Handz 1: Destruction Of Paris City
Sortie en 1999, cette vidéo d'une durée de 50 minutes ouvre la trilogie. Elle se concentre uniquement sur le graffiti dans le monde ferroviaire. 
On y retrouve différentes activités comme la dégradation intérieur de wagons de métro (tag a la bombe et au marqueur, rayage de vitre), mais aussi celle de station de métro. On peut également y voir différentes scènes où sont peints les extérieurs de métros, RER et trains SNCF. De longs passages sont consacrés à l'exposition de ses œuvres lorsque les trains roulent. On peut aussi voir de quelle manière les graffeurs s'introduisent dans les dépôts de trains. 
Les différents crew (bandes de graffeurs) que l'on peut voir en activités sont 132, GAP, SDK et CLM. 
Cette vidéo s'ouvre avec un extrait son du film de Stanley Kubrick, Full Metal Jacket (la scène ou le sergent instructeur explique son mode de fonctionnement aux nouveaux engagés). 
La bande son est composée de différents styles musicaux comme le Punk, le Funk, la musique électronique et le Rap (NWA et Wu Tang Clan)

## Dirty Handz 2: Back On Tracks
Sortie en 2001, cette suite rassemble davantage de crew : 13ers, 156, BASF, CLM (Contrôle Le Métro), FMK, GT (Grim Team), MX, PME, SDK (Stealing Dealing Killing), TMA (Train Mon Ami) de Liège, T?C (The Unknown Crew) et les suédois du WUFC (Writers United Fuckin' Crazy) de Stockholm. 
L'action se déroulant toujours à Paris, elle est considérée comme un classique dans le genre de la vidéo graffiti grâce à certains passages ayant marqué les esprits. Notamment la première scène ou le SDK et le WUFC peignent un RER avec comme bande son les morceaux de DJ Vadim 'The Terrorist' et de Pharoahe Monch 'Simon Says', ou celle ou O'Clock (156) ravage l'intérieur d'un wagon RER avec un marqueur faisant preuve d'une grande déxtérité. 
En plus des scènes dans les dépôts de trains (RER, métro et trains SNCF), on peut y voir de nombreux passages dans la rue avec notamment Jonone (156), Seb (FMK) ou la Grim Team, exécutant des tags et des throw-up. De plus, on y découvre l'utilisation du pic de glace permettant de graver sur les métros de façon permanente. 
Une scène est dédiée à l'épisode de 1992 où la station de métro du Louvre avait été entièrement taguée et graffée par le VEP crew. Cet événement choqua très fortement l'opinion publique. 
La bande son se limite à des morceaux de rap et de musique électronique et le mix est assuré par DJ Pone.

## Dirty Handz 3: Search And Destroy
Le troisième et dernier épisode de la trilogie est sorti en 2006, cependant tous les évènements se déroulent entre 1998 et 2002. D'une durée de 76 minutes, cette vidéo symbolise l'aboutissement de l'activité controversée des graffeurs à travers un regard rétrospectif que ces derniers portent sur leurs actes. 
Réalisé uniquement par les membres du crew SDK, elle retrace la tournée européenne de l'un de leurs membres fatigué de la monotonie de son environnement parisien. On y découvre une analyse des différents mode d'opération des graffeurs dans chaque pays. 
La première étape se déroule à Londres. Par la suite, le voyage continue dans la ville de Copenhague ou ce membre des SDK est accueilli par le crew VIM/MOAS. Il continue vers Stockholm cette fois reçu par les WUFC, rencontrés quelques années auparavant à Paris. Il retourne ensuite à Copenhague rejoint par les autres membres du SDK et par le Berlinois Ruzd (DRM). Le voyage se termine par un passage en Allemagne, par les villes de Hambourg, Berlin et enfin Munich. 
À son retour à Paris, il décide avec l'ensemble des SDK de se rendre à New York afin de peindre des trains dans la capitale du graffiti. 
Le mix est encore une fois l'œuvre de DJ Pone.